# Гладков, Константин Николаевич
Константин Николаевич Гладков (12 [24] декабря 1882, Муром, Владимирская губерния — 1955, Москва) — советский политический и общественный деятель; городской голова Мурома (1917).

## Биография
Родился 12 (24) декабря 1882 года в Муроме, в купеческой семье. В 1900 году окончил Муромское реальное училище и поступил в Петербургский технологический институт. В институте являлся одним из руководителей муромского землячества, поддерживая тесную связь с Муромом и уездом, где землячество вело просветительно-революционную работу, посылая литературу (в том числе нелегальную) и другое. Вступил в социал-демократическую партию.
16 марта 1903 года был арестован в Петербурге (вне связи с деятельностью землячества) и привлечен в качестве обвиняемого по 250 статье уложения о наказаниях. Находился в тюремном заключении (в «Крестах»), откуда выслан в июне 1903 года в Муром под особый надзор полиции.
По Высочайшему повелению от 26 мая 1904 года ему вменено в наказание предварительное заключение в связи с чем в конце 1904 года он вернулся в Петербург для отбытия военной службы в Семеновском полку (178 запасном пехотном полку). С 1913 года являлся редактором газеты «Муромский край».
В 1917 году примкнул к партии меньшевиком. В феврале 1917 года был отозван с фронта и по общему демократическому списку 16 февраля заочно был избран Городским головой Мурома на срок по 1 января 1918 года, но после большевистского переворота 25 октября добровольно отказался от должности.
В 1922—1923 годах упоминается как член правления «Муромского металлотреста». В 1925 году семья переехала в Москву. Пользовался покровительством А. Г. Шляпникова, а после его опалы счёл за лучшее уйти с инженерной должности и устроился работать в дачный кооператив. Умер в 1955 году.

## Семья
- Жена — Татьяна Александровна Доброхотова — выпускница Александровского института благородных девиц.
- Сын — Александр Гладков (1912—1976), советский драматург.
- Сын — Лев Гладков (1913—1949), журналист.